# Alboino di Spoleto
Alboino (... – 758) è stato un nobile longobardo, duca di Spoleto.

## Biografia
Alboino fu duca di Spoleto tra il 757 e il 758, e non fu scelto dal re ma grazie alla sua nobiltà spoletina.
Papa Stefano II oltre a voler porre al vertice del ducato re Desiderio (re), voleva anche consegnarlo a Pipino il Breve duca dei Franchi.
Al rifiuto di Alboino e Liutprando re Desiderio marciò su Spoleto, distruggendola, catturando e uccidendo Alboino, e autonominandosi re del ducato. Nel frattempo Liutprando era scappato.